# Calumma ambreense
Espèce
Synonymes
- Chamaeleo oshaughnessyi ambreensis 
Ramanantsoa, 1974

Statut de conservation UICN

 NT  : Quasi menacé
Statut CITES
Calumma ambreense est une espèce de sauriens de la famille des Chamaeleonidae.

## Répartition
Cette espèce est endémique de la région de Diana à Madagascar. Elle se rencontre dans le parc national de la Montagne d'Ambre.

## Étymologie
Son nom d'espèce, composé de ambre et du suffixe latin -ense, « qui vit dans, qui habite », lui a été donné en référence au lieu de sa découverte.

## Publication originale
- Ramanantsoa, 1974 : Contribution à la connaissance des Caméléonidés de Madagascar. Description d'une sous-espèce nouvelle: Chamaeleo oshaughnessyi ambreensis n.subsp. Terre malgache, vol. 16, p. 239-249.